# Willem van der Woude
Willem van der Woude (15 janvier 1876 - 23 septembre 1974) est un mathématicien néerlandais et rector magnificus (chancelier) de l'Université de Leyde.

## Formation et carrière

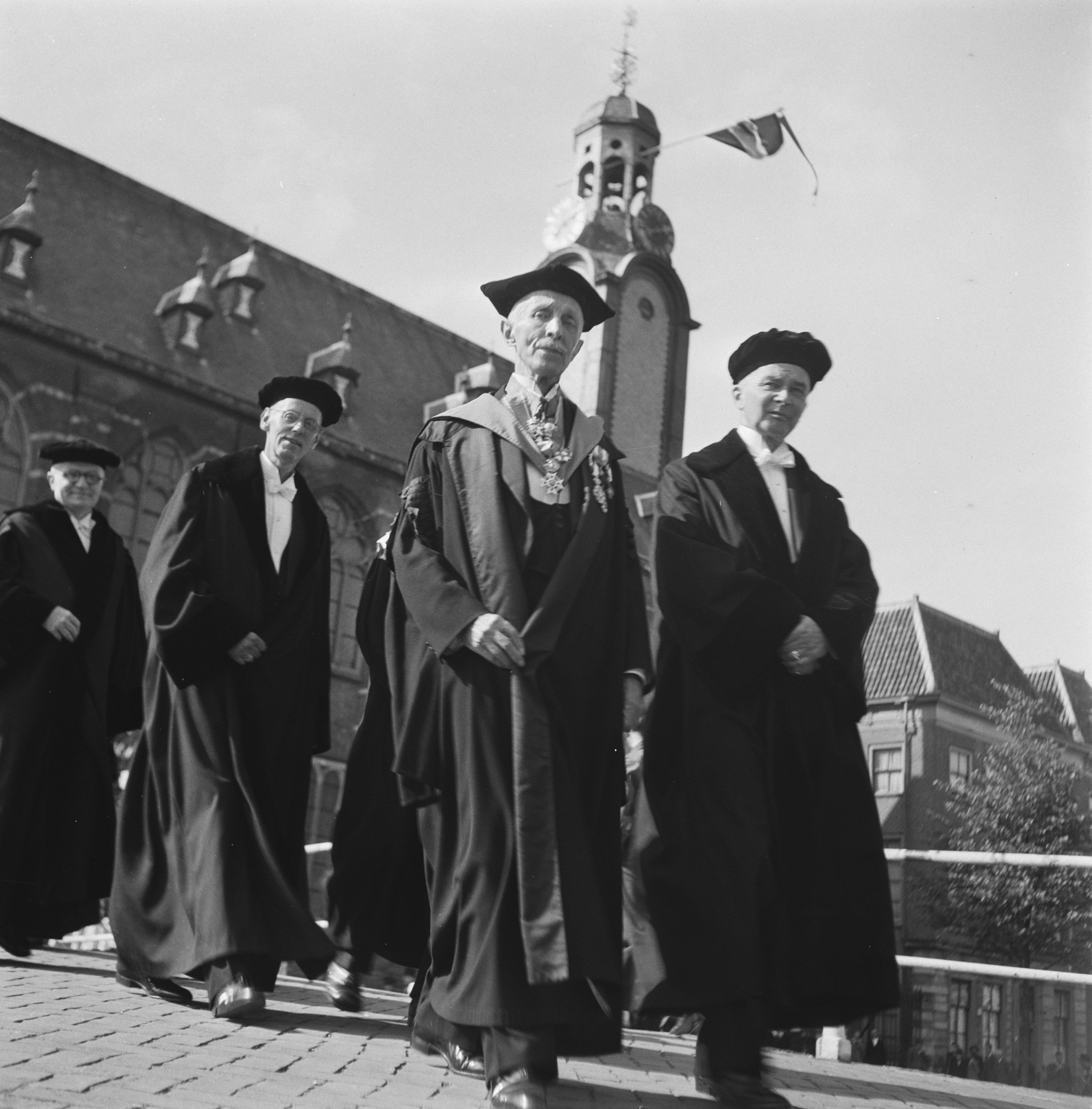
Van der Woude (au milieu) comme recteur à Leiden (1945)

Van der Woude étudie à l'Université de Groningue, puis, de 1901 à 1916, travaille comme professeur d'école secondaire à Deventer. En 1908, il obtient son doctorat de l'Université de Groningen sous la direction de Pieter Schoute avec une thèse intitulée Over elkaar snijdende normalen aan een ellipsoide en een hyperellipsoide  (Sur l'intersection des normales à un ellipsoïde et un hyperellipsoïde). De 1916 jusqu'à sa retraite en tant que professeur émérite en 1947, il est professeur de mathématiques et de mécanique à l'Université de Leyde.
En 1924, il est conférencier invité au Congrès international des mathématiciens à Toronto. Dans les années 1923, 1924, 1939 et 1940, il préside la Société royale mathématique des Pays-Bas.
Il est recteur magnificus de l'Université de Leyde pendant trois périodes distinctes: 1934-1935, 1941-1943 et 1945 (jusqu'à ce qu'il soit remplacé par Berend George Escher).